# Marshall Space Flight Center

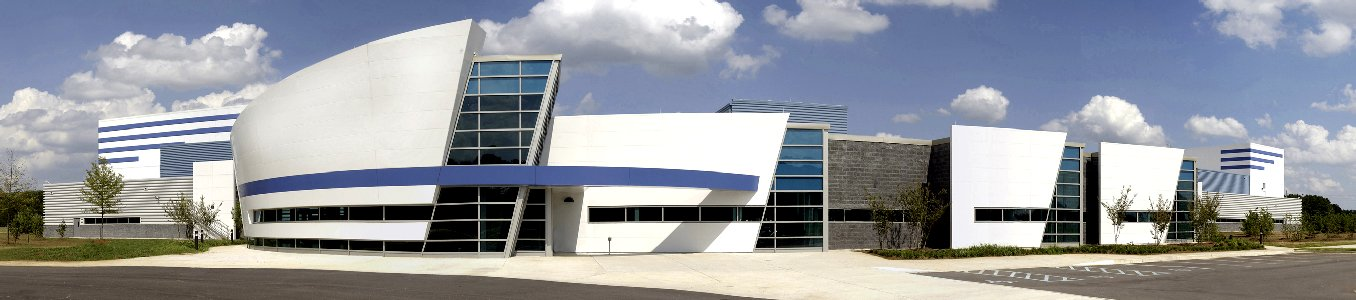
Il nuovo Propulsion Research Lab del Marshall Space Flight Center costruito nel 2004

Il George Marshall Space Flight Center è un centro di ricerca per la propulsione, i computer, le reti per l'informazione manageriale della NASA. Viene spesso indicato con la sua abbreviazione: MSFC.
Si trova nell'Arsenale Redstone a Madison County nell'Alabama. Il centro fu chiamato così in onore di George Marshall, alto militare, segretario di stato e ideatore del piano Marshall. Qui fu sviluppato il razzo Saturn V, dall'équipe di Wernher von Braun, che fu anche direttore del centro dal 1960 al 1970. Il Saturn V portò l'Apollo 11 sulla Luna nel luglio del 1969.